# Prisonnier Riku
Prisonnier Riku (囚人リク, Shūjin Riku) est un shōnen manga scénarisé et dessiné par Shinobu Seguchi, prépublié dans le magazine Weekly Shōnen Champion entre février 2011 et février 2018 et publié en un total de 38 volumes reliés par Akita Shoten. La version française est éditée en intégralité par Akata entre novembre 2014 et juillet 2021.
Un spin-off intitulé Boss Rénoma - « Prisonnier Riku » Spin-Off - (ボスレノマ〜「囚人リク」外伝〜), est prépublié entre août 2018 et janvier 2019 dans le Weekly Shōnen Champion et publié en un total de deux volumes. La version française est éditée par Akata en juin 2022.

## Synopsis
Une météorite s'est écrasée dans le centre de Tokyo, au Japon. Dix ans plus tard, la mégapole est coupée en deux, la zone touchée est un bidonville isolé du reste du pays, réservée aux riches personnes de la société. Riku Kurita, un garçon de 13 ans du bidonville, assiste à l’assassinat d'un vieux policier voulant dénoncer les innombrables trafics du chef de la police de Tokyo. Ce dernier accuse Riku du meurtre et l'envoie dans une prison sur une île isolée du reste du pays, le « pénitencier de l'île du paradis ».

## Publication
Prisonnier Riku est une série japonaise de mangas écrit et dessiné par Shinobu Seguchi. Il est prépublié dans le magazine Weekly Shōnen Champion de l'éditeur Akita Shoten entre le 10 février 2011; et le 15 février 2018. Le manga est publié en un total de 38 volumes reliés, sortis entre le 8 juin 2011 et le 6 avril 2018,.
La version française est éditée en intégralité par l'éditeur Akata entre le 27 novembre 2014 et le 8 juillet 2021,. Chaque volume de la série devait comporter des commentaires d'un éducateur et professeur de taekwondo, ancien chef de bande de chasseurs de skinheads, surnommé « Joe Dalton ». Cependant, à la suite du refus d'Akita Shoten, les 6 500 volumes du premier tome imprimé sont détruits par l'éditeur.
Un spin-off intitulé Boss Rénoma - « Prisonnier Riku » Spin-Off - (ボスレノマ〜「囚人リク」外伝〜), centré sur le personnage de Renoma Sasaki, est prépublié entre le 30 août 2018 et le 10 janvier 2019 dans le magazine Weekly Shōnen Champion,. Il est publié en un total de deux volumes, sortis respectivement le 8 janvier 2019  (ISBN 978-4-253-22497-0) et le 8 mars 2019  (ISBN 978-4-253-22498-7),. La version française est éditée par Akata en deux volumes sortis le 30 juin 2022.

## Accueil
En France, pour Gwenaël Jacquet d'AnimeLand, le personnage principal « est attachant et Shinobu Seguchi n'hésite pas à en faire trop pour dépeindre la violence, que ce soit graphiquement ou psychologiquement ». Selon Frederico Anzalone de BoDoï, « presque anachronique, Prisonnier Riku rappelle un certain manga social et enflammé : celui des années 1970. Ashita no Joe, Gen d'Hiroshima, Les Vents de la colère… tous ces héros contestataires au ventre vide, plongés dans un contexte cru et radical, entre son héros iconique et son dessin ultra expressif, Prisonnier Riku est armé pour frapper un grand coup ».